# Wapen van Elsene

Het wapen van Elsene

Het wapen van Elsene werd op 17 februari 1888 per Koninklijk Besluit aan de Brusselse gemeente Elsene toegekend.

## Blazoenering
De blazoenering van het wapen luidt als volgt:
D'argent à un aune au naturel.
(In zilver een els van natuurlijke kleur.)
Het wapen is zilver van kleur met daarop een groene elzenboom. In principe hoort de stam van de boom bruin te zijn, omdat de boom getoond hoort te worden zoals hij in werkelijkheid is.

## Geschiedenis
Tot 1795 viel Elsene onder het hertogdom Brabant. De gemeente vroeg het wapen in 1886 aan met het idee dat het een sprekend wapen moest zijn. Elsele, een oudere vorm van Elsene, betekent elzenverblijf. De keuze voor een sprekend wapen komt voort uit het feit dat er geen historisch wapen bestond. Officieel wordt het wapen voorzien van een grafelijke kroon, terwijl daar geen historische gronden voor zijn.